# Estela Leñero
Estela Leñero Franco (Ciudad de México, 8 de noviembre de 1960) es una antropóloga, dramaturga y escritora mexicana. Escribe y dirige obras de teatro, por lo cual ha recibido varios premios y, de las cuales, más de una veintena han sido representadas en México y el extranjero. También se dedica al periodismo teatral y es productora de radio.

## Biografía
Nació en la Ciudad de México en 1960 y se tituló en la carrera de Antropología Social en la UNAM de Iztapalapa. Paralelamente estudia y escribe teatro: se especializó en el Centro Nacional de Nuevas Tendencias Escénicas de Madrid, España y recibió una beca como dramaturga por la SEP, el INBA y el Conaculta. También se dedica al periodismo teatral colaborando en diarios como Uno más Uno, La Jornada y El Nacional, así como en diferentes revistas como Proceso, escribiendo reseñas, crónicas, entrevistas y reportajes sobre los creadores del teatro, particularmente de las nuevas generaciones.
En el campo de la difusión teatral se ha desempeñado como coordinadora del Área de Información y Enlace del Centro de Investigación Teatral Rodolfo Usigli del INBA, organizando y produciendo exposiciones, videos, conferencias, libros y discos. Fue jefa del Departamento de Prensa y Relaciones Públicas de la Dirección de Teatro y Danza de la UNAM. Obtuvo el Premio Nacional de la Juventud en el área teatro y creación literaria. Fundó la compañía Este lado del teatro junto con Gema Aparicio.
Algunas de sus obras son Casa llena, que fue premiada por la revista Punto de partida y publicada por la UAP; Las máquinas de coser, que obtuvo una mención honorífica en el concurso Obra de Teatro organizado por la UNAM y publicada por la UNAM; Insomnio, dirigida por ella misma, fue publicada por la Revista española ADE Teatro; Habitación en blanco, recibió el Premio Nacional Obra de Teatro y fue publicada por Ediciones El Milagro y dirigida por Mario Espinosa. Es productora de la serie semanal para jóvenes Urbe Sonora, que trasmite Radio UNAM, asimismo es titular del programa Este lado del teatro en Código Ciudad de México.
Algunas de sus críticas se han compilado en los libros Voces de teatro en México a fin de milenio y Una mirada al teatro en México (2000-2010), ambos editados en la Colección Periodismo cultural del Conaculta.
Ha sido becaria tanto del FONCA como del INBA y publica una columna de teatro en la revista Proceso.

## Obra
Su obra se caracteriza por sus temas sobre mujeres y personajes marginados que se entremezclan con historias de introspección y experimentación escénica. En cada una de sus obras de teatro emprende la búsqueda de un lenguaje netamente teatral y crítico hacia la sociedad actual.

## Publicaciones
Internacional
Obras
2004 - Habitación en blanco, en Eine Unendliche Reise Neue Theaterstûcke Aus Mexiko Theater Der Zeit, Alemania

2003 - El destierro de Ismene, en “Exilios”. Unión Latina y Dramaturgas Argentinas. Antología de Teatro Corto. México, Argentina y España

2003 - Lejos del corazón, en Las facultades y otras obras de teatro.
Libro con las obras premiadas en el Premio Internacional Casa de Teatro
Santo Domingo de República Dominicana

1998 - Insomnio
Revista de la Asociación de Directores de Escena de España.
ADE-Teatro. Núm. 68-69

1997 - Te toca a ti
En la revista Arte Teatral. Cuaderno de minipiezas ilustradas. Núm. 9. Valencia, España.

Ensayos
2023 – In Memoriam. Luisa Josefina Hernández, en la Revista Latin American Theatre Review, Número de primavera. Mayo. Universidad de Kansas. EUA

2021 - Bayamesa y María Luisa Milanés en Revista Conjunto. No. 201.Casa de las Américas.  La Habana Cuba. Octubre - diciembre 2021, pp. 58-59

2010 - La dramaturgia mexicana en la memoria de nuestro teatro
Revista de la Escuela de Teatro Universidad Finis Terrae. Santiago de Chile, 2010. No. 12, primavera-verano, pp. 50-53

2007 - Política cultural en México
Revista de la Asociación de Directores de Escena, España.

2005 - Ignacio Retes, caminante del teatro. Latin American Theatre Review, Spring. Universidad de Kansas. EUA

2001 - Dramaturgas mexicanas del siglo XX en tres tiempos
Conferencia en VI Woman Playwrigths Internacional Conference (WPIC) Atenas, Grecia, octubre. Revista de la Asociación de Directores de Escena (ADE TEATRO de España). No. 85, pp. 132-135.

1998 - Reflexiones sobre la dirección y la actuación teatral en México
Revista de la Asociación de Directores de Escena de España. ADE-Teatro. Núm. 68-69.

1993 - Tres actrices mexicanas de tres generaciones. Núm. 1
Tres directores de escena de diferentes corrientes. Núm. 2
Teatro de jóvenes en México. Núm. 3
En la revista Teatro. UNESCO

1992 - Presentación de la sección de teatro
Catálogo del Festival Internacional Cervantino

1992 - El teatro mexicano más allá del folklore
Catálogo México Hoy.  Casa de América, Madrid, España
Nacional

Libros de dramaturgia

2024 Pasión anarquista
Editorial El Hijo del Ahuizote. Diego Flores Magón
Libro Mujeres magonistas con ensayo de Graciela González Philipps 
2013 - Casa llena y otras obras
Libros de Godot
Incluye las obras: Casa llena, Todos los días y En defensa propia

2011 - Soles en la sombra
Editorial Jus/Compañía Nacional de Teatro (CNT)
Incluye entrevistas a Estela Leñero y Claudia Ríos por Alegría Martínez

2009 - Verbo líquido
Incluye las obras: Verbo líquido, Verónica en portada, Habitación en blanco, Insomnio y El Codex Romanoff
Prólogo de Sabina Berman
Presentación del libro en Sala Adam Boari 10 de agosto con la participación de Esther Seligson, Sabina Berman, Edgar Ceballos y Alberto Lomnitz

2008 - Lejos del corazón
Ediciones El Milagro
Incluye las obras: Lejos del corazón, AguaSangre y Sabor amargo
Prólogo de Víctor Hugo Rascón Banda
Presentación del libro con Marco Antonio de la Parra y Patricia Cardona en el Teatro el Milagro

2008 - Casa llena/Habitación en blanco
Colección de Dramaturgia Mexicana Contemporánea
Universidad Autónoma de Nuevo León

2007 - Las máquinas de coser
Colección de Dramaturgia Mexicana Contemporánea
Cuarta de Forros: Elena Poniatowska
Universidad Autónoma de Nuevo León

2005 - El Codex Romanoff
Universidad Autónoma de Nuevo León/CONACULTA
Premio Nacional de Dramaturgia Víctor Hugo Rascón Banda

2001 - Paisaje interior, Norte/Sur
Ediciones El Milagro, colección La Centena 
Obras de teatro incluidas en antologías

2023 – Antes de la caída, Agua sangre y Paisaje interior
En la Antología virtual del Centro Latinoamericano de Creación e Investigación Teatral. 
2012 - En espera del fin, en “Teatro breve”.
Antología para Formación Actoral. Ediciones Paso de Gato

2012 - Habitación en blanco, en “Nuevo teatro”. Ediciones El Milagro

2011 - Sabor amargo, en “Revista Tramoya”. Cuaderno de teatro, No. 106, enero-marzo, tercera época, Universidad Veracruzana. Pp. 25-72

2009 - Te toca a ti, en “Para leer de boleto en el Metro”.
Sistema de Transporte Colectivo. Programa de Fomento a la Lectura de la Secretaría de Cultura del Gobierno del Distrito Federal.

2003 - La ciudad en pedazos, en “La ciudad en el teatro”.
SOGEM/Instituto de Cultura de la Ciudad de México/Juan Pablos Editores

2002 - AguaSangre, en “Escena con otra mirada”.
Antología de Dramaturgas. Plaza y Valdés. Reyna Barrera

1986 – Casa llena en “La pareja”
Junto con la obra Un día de dos de Leonor Azcárate
Universidad Autónoma de Puebla 
Publicaciones infantiles
Enciclopedia Interactiva para Niños Asómate al Arte. Ediciones El Naranjo
Berta Hiriart, Alejandro Matzumoto y Estela Leñero.
2012  - El mundo de la música  3,000 ejemplares
2006 - El mundo de la pintura.  25, 590 ejemplares
2005 -  El mundo de la danza.  27,120 ejemplares
2003 - El mundo del teatro. 6,000 ejemplares 
Libros periodísticos

2023 – Tiempo de mujeres en el teatro mexicano del siglo XX y XXI
Ensayos, crónicas y críticas sobre mujeres dramaturgas, directoras y productoras mexicanas
Universidad Autónoma de Nuevo León
Prólogo de Alegría Martínez
Presentación Mónica Jasso y Elvira Popova
Feria Internacional del Libro de Monterrey, 11 de octubre 
2017 - Una mirada al teatro en México 2000-2010
Crónicas, entrevistas, ensayos de 10 años de periodismo.
Colección de Periodismo Cultural del Conaculta
Prólogo de Mauricio Jiménez
Introducción de Patricia Cardona
Presentación del libro en la Feria Internacional del libro de Guadalajara por Fernando Solana Olivares

2004 - Voces de teatro en México a fin de milenio
Crónicas, entrevistas, ensayos de 10 años de periodismo.
Colección de Periodismo Cultural del CONACULTA.
Prólogo de Fernando Solana Olivares

Ensayos

2023 - Recordar para crear: Trilogía teatral de Elena Guiochins: Oda al olvido.
Revista Casa del Tiempo Universidad Autónoma Metropolitana abril- mayo. 

2022 – El teatro, abanico de posibilidades, en el libro edición especial Festival Cervantino 50 años. Pp. 133-139 

2022 - Mujeres del siglo XX y el siglo XXI en el teatro mexicano.
México, una obra de arte. Edición especial Fundación Bancomer. BBVA. Pp. 166- 175
2018 - Berta Hiriart, en el corazón del teatro  
Revista Paso de Gato No.72

2011 - Gerardo Mancebo del Castillo: Un autor fuera de serie
Publicado en Paso de Gato: Revista Mexicana de Teatro / Revista trimestral núm. 44, Enero/Febrero/Marzo, p. 91

2010 - Luisa Josefina Hernández, escritora incansable
Publicado en Óyeme con los ojos. De Sor Juana al siglo XXI. 21 escritoras mexicanas revolucionarias. Patricia Rosas Lopátegui (comp.)
Volumen 2. Universidad Autónoma de Nuevo León. México, pp. 70-73

2008 - Una tragedia de Elena Garro
En “Yo quiero que haya mundo… Elena Garro. 50 años de dramaturgia” de Patricia Rosas Lopátegui. Editorial Porrúa y Benemérita Universidad de Puebla. México, pp. 158-159

2008 - Vida y Teatro de Víctor Hugo Rascón Banda
La Jornada semanal. Núm. 707, 21 de septiembre.

2007 - Confesión de fe
- Antología Lecciones de los alumnos. Ensayos sobre dramaturgia y dramaturgos. Anónimo Drama Ediciones, 2006
- La Revista de la Universidad UNAM, 2007.

2001 - Mujeres a escena.
En México su apuesta por la cultura. El siglo XX. Testimonios desde el presente. Armando Ponce, coordinador. Ediciones Grijalbo/Proceso.
-Revista de la Universidad, UANM. México, 2003, pp. 381-388 Abril/Junio

1996 – Para reflexionar sobre teatro: ¿Por dónde sí y por donde no? Relatoría.
En El Teatro en México Bianuario 1994-1995. CITRU/INBA 1996. México, pp. 153- 171

1983 - El huso y el sexo: la mujer obrera en dos industrias de Tlaxcala. Tesis profesional publicada en 1985 en Cuadernos de la Casa Chata No. 106 del CIESAS

### Conferencias
Internacional

2023 - Los viajes de la familia anarquista mexicana, Flores Magón Brousse
X Congreso Internacional e Interdisciplinario Alexander Von Humbolt
Universidad de León, España, 3 al 7 de julio.

2022 – El Teatro desde la utopía. Una visión liberadora del hecho escénico
Ciclo Conectando con la Comunidad. Virtual ponente /presencial asistentes
Festival TeatroDix y Teatro Gayarre, Pamplona, España.  25 de octubre

2022 – Mujeres en fuga y el proceso de creación.
I Encuentro Internacional de Investigación-Creación y Violencia de Género.
Instituto de Teatro de Madrid (ITEM)
Universidad Complutense de Madrid, España, 18, 19 y 20 de mayo.

2022 – Teatro desde la utopía: dos experiencias inmersivas
XLIV Congreso Internacional de Americanística.
Centro Studi Americanistici “Circolo Amerindiano
Perugia, Italia. 3 al 8 de mayo

2020 – Mi experiencia como dramaturga
Dentro de la cátedra Historia del teatro latinamericano impartido por el Dr. Paulo Olivares. Conversatorio virtual Licenciatura en Artes, actuación Teatral
Universidad de Chile. 2 de diciembre.

2020 - Procesos creativos, una experiencia
Master class virtual. 5º Festival Intenational du théâtre Mexique à Montréal, 15 de octubre
https://www.tvmontreal.ca/voirvideo.php?video=157
2020 -  La construcción de la obra. Tres mujeres en fuga
Casa de México, Madrid España. 6 de marzo

2020 - El teatro y la perspectiva de género en México
En la Mesa redonda: Dramaturgias textuales y sociales frente al contexto social
Premios Literarios Casa de las Américas, La Habana, Cuba. 28 de enero

2019 - La transmutación de la sangre como detonante dramático
III Simposio Libros, Viajes, Viajeros. Conde Vlad Tepes Drácula y el Discurso de la Sangre
Sibiu, Rumanía, 24 - 28 junio

2015 - La importancia del lenguaje materno
Foro LeAL. Festival del Libro en Los Angeles, California.
Literatura Infantil y Juvenil en Español. Los nuevos lectores. Sábado 16 de mayo

2014 - La escritura de la obra Antes de la caída
Encuentro Iberoamericano de Dramaturgia
Umbral Teatro. Carolina Vivas.  Bogotá Colombia. 23 agosto

2013 - La escena y la escritura actual en México. 
Primera Muestra de Dramaturgia Latinoamericana Chile, México, Uruguay y Colombia en la Universidad Finis Terrae en Santiago de Chile dirigida por Marco Antonio de la Parra. 30 de septiembre

2013 - Conceptos y contextos de Lejos del corazón  
Primera muestra de dramaturgia latinoamericana Chile, México, Uruguay y Colombia en la Universidad Finis Terrae en Santiago de Chile. 1 de octubre

2011 - Dramaturgas mexicanas en dos tiempos
Encuentro Internacional Siete Caminos Teatrales en Guanajuato. Magdalena Proyect/Odin Teatret. Teatro Principal. 15 de julio.

2011 - La creación dramática y la realidad social en Paisaje interior
Ciclo Panorama del Teatro Mexicano actual
Nuevo Teatro fronterizo Madrid, España encabezado por José Sanchis Sinisterra. 27 mayo

2010 - El Mundo del Teatro, una propuesta interactiva
Feria del Libro Iberoamericano de Huelva, España. Encuentro con el autor. Biblioteca Pública Provincial. 8 de octubre.

2008 - La crítica en las artes escénicas
Encuentro de las Artes Escénicas México/Francia en la UNAM
28 - 31 de Octubre en el Centro Cultural Universitario.

2008 - Congreso Internacional sobre Rojas Zorrilla. IV Centenario del nacimiento del autor en Toledo, España.

2005 - La escritura del drama
VI Congreso/Festival Latin American Theatre Today que organiza la Universidad de Connecticut, EUA.

2003 - Pioneras del siglo XX en el teatro mexicano  
Encuentro Iberoamericano de Mujeres de Escena en Cádiz España. Traducción al inglés por Julia Varley en la revista del Odin Teatret. Open page 2004.

2000 -  Dramaturgas mexicanas del siglo XX en tres tiempos.
Conferencia Internacional de Mujeres Dramaturgas. (WPI) Atenas, Grecia. Octubre. Ponencia posteriormente publicada en la Jornada Semanal.
1997 - El proceso creativo en una experiencia interdisciplinaria
I Encuentro de autoras, coreógrafas, directoras de escena iberoamericanas. 
Cádiz, España, 22 al 24 de octubre.

1994 - Las mujeres en el teatro: La diversidad en la diferencia
Symposium/festival on Spanish, Latin American and U.S. Latina Women in the Theatre, organizado por el Department of Romance Languages and Literatures, University of Cincinnati, Ohio, coordinado por Kirsten Nigro, del 5 al 8 de octubre.

1992 - El espacio escénico y la experimentación en la escritura dramática
En la mesa redonda: Dramaturgia contemporánea en México en Casa de las Américas. 
Madrid, España. 17 de octubre.

Nacional

2024 Dramaturgia: Luisa Josefina Hernández, Emilio Carballido y otros
Diplomado de Literatura Mexicana del Siglo XX organizado por la Coordinación de Literatura del INBA y el Centro Cultural Elena Garro
Tansmisión virtual 24 de abril.

2024 – Los procesos creativos en la dramaturgia: una experiencia
Salón de usos múltiples de la Escuela de Artes
Universidad Anáhuac, Campus norte, Ciudad de México. 13 de marzo

2024 – Los procesos creativos en la dramaturgia: una experiencia
Dramaturgia: inspiración y vocación
Cátedra Universitaria Sergio García
Facultad de Artes Escénicas. Universidad Autónoma de Nuevo León. 8 de marzo

2024 – El pueblo secreto del Odin Teatret
Mesa de reflexión sobre el tercer teatro y sus resonancias en México
Tercer encuentro de Artes Escénicas lArTes
Sala Carlos Chávez del Centro Cultural Universitario/UNAM 7 de febrero 
2023 – El teatro de Elena Garro.
Centro Cultural Elena Garro  6 de octubre.

2023 Homenaje teatral a Ignacio Solares
Mesa redonda con Juan Melia, Antonio Crestani y Noé Morales
Auditorio  del Museo Universitario Arte Contemporáneo UNAM. 3 de octubre

2023 – Elena Garro a 25 años de su partida.
Mesa redonda: Recuerdo y porvenir de una obra sólida
Mesa virtual con Dolores Bolívar, Patricia Rosas Lopátegui y Silvia Molina.
Librería U-Tópicas 22 agosto. 
2023 –  La dramaturgia de Luisa Josefina Hernández y su pertinencia en el teatro actual. Festival del Día Mundial del Teatro de la Facultad de Teatro de la Universidad Veracruzana en colaboración con la Dirección de Actividades Artísticas de la Secretaría de Educación en Veracruz
Casa del Lago de la Universidad Veracruzana, Xalapa. 20 de marzo.

2023 – Vicente Leñero el periodismo y el teatro
Conversatorio para la fundación de la Cátedra Vicente Leñero en la Escuela de Periodismo Carlos Septién García.
Con: José Luis Enciso, José Luis Martínez y Fernando del Collado
Auditorio de la Escuela 21 de febrero.

2022 – Mujeres anarquistas en el México del siglo XX
Conferencia en el Espacio Cultural San Lázaro en la Cámara de Diputados. 22 de noviembre

2022 – De la escena al pensamiento. La construcción de la obra Pasión anarquista
Diálogos interdisciplinarios en torno al teatro.
Teatro Casa de la Paz. Centro Cultural y Académico.
En colaboración con la Compañía Nacional de Teatro. 16 de noviembre

2022 – Fernando Betancourt y el grupo Zopilote
Fernando Betancourt Robles, 55 años de teatrero, gestor y promotor cultural, 1967-2022
Con Carlos Mendoza, Jesús Coronado y Esteban Maldonado
Instituto Potosino de Bellas Artes. 8 de julio

2022 – La mujer en México: una mirada a la escena contemporánea
Cátedra Universitaria Sergio García
Conversatorio vía zoom con proyección en el Teatro Espacio Rogelio Villarreal Elizondo
Facultad de Artes Escénicas/UANL. 18 de marzo

2021 – Dramaturgia del maestro Victor Hugo Rascón Banda
Presentadora y entrevistadora en las mesas virtuales durante las Jornadas Rasconbandianas.
12 y 13 de octubre

2021 – Clementina Otero en la vida cultural de México
Conferencia en homenaje a Clementina Otero en la Casa Rivas Mercado. 28 de septiembre
2021 - La escena en palabras
Matryoshka en casa. Charla Vía Zoom con Alejandra Aguilar, 24 septiembre
https://www.youtube.com/watch?v=EJaE50dyoxw

2021 – En memoria de Vicente Leñero
Junto con Leonor Azcárate y Enrique Rentería. Virtual
Coordinación Nacional de Literatura. 9 de junio

2021 – Diálogos sobre la trayectoria de Francisco Beverido
Moderadora y participante de la mesa virtual
Centro de Estudios, Creación y Documentación de las Artes (CECDA)
Universidad Veracruzana, 21 de mayo

2021- Una mujer creativa   
Noches de Museo del Museo Archivo de la Fotografía.
Daniel Vargas, director del MAF, entrevista. Recorrido fotográfico y conversación sobre su trabajo como periodista, curadora y coordinadora museográfica y editorial, maestra, escritora de teatro y crítica teatral. Vía zoom. 31 de marzo.
https://www.facebook.com/mafmuseo/videos/181944643603367

2018 - El teatro en la liberación de la mujer. Mujeres en fuga
Auditorio del Instituto Estatal de las Mujeres en Nuevo León
Conferencia y lectura dramatizada del monólogo El escape de Marcela

2018 - Los procesos creativos en la dramaturgia
MasterClass impartida en el Espacio emergente del Foro Shakespeare,
29 de septiembre

2018 Dramaturgia: Carballido y otros
En el Diplomado de Literatura Mexicana del Siglo XX
Coordinación de Literatura del INBA.
Salón en la Librería Elena Garro presencial y transmisión virtual. 4 de julio

2017 - ¿Qué pasa con la escena en México?
Coloquio Facultad de Filosofía y Letras y el CITRU
Foro Experimental José Luis Ibáñez UNAM, 13 de noviembre

2017 - El proceso creativo de la obra Derrota luminosa: la Revolución anarquista de los Flores Magón.
45 Festival Internacional Cervantino. Museo Casa Diego Rivera, 14 de octubre.

2017 - La crítica teatral
45 Festival Internacional Cervantino. Auditorio Universidad de Guanajuato, 16 de octubre.

2015 – El teatro de Vicente Leñero. En el homenaje a Vicente Leñero en el II Encuentro cinematográfico nacional dentro del marco de la Feria Internacional de la lectura Yucatán.
Centro de Convenciones siglo XXI,  7 de marzo

2013 -  Mi experiencia como periodista teatral.
Foro Académico “Algo le duele al aire: Pensamiento cultural en México”
Escuela de Periodismo Carlos Septién García, 23 de mayo

2012 – Proceso creativo de mi dramaturgia. Colegio de Literatura dramática y Teatro en la Facultad de Filosofía y Letras de la UNAM. Coordinado por Armando Partida.

2011- El teatro y la creación
Mesa redonda en el Foro de Teatro Universitario de la Benemérita Universidad Autónoma de Puebla, 1 de noviembre.

2011 - El espacio escénico: punto de reunión.
Ponencia en el Festival Universitario de Teatro. Hermosillo, Sonora, 1 de octubre.
2010 - Jorge Kuri y Gerardo Mancebo del Castillo: Dos dramaturgos fuera de serie Conferencia en la Muestra de Joven Dramaturgia, en Querétaro.

2008 - El teatro hecho por mujeres
Dentro del Seminario de Posgrado Crítica Cultural y Género de la UNAM, 3 de noviembre.

2008 - La imaginación de Elena Garro: un viaje a la libertad.
Conferencia en la Sala Manuel M. Ponce del Palacio de Bellas Artes. México, D.F.,
22 de junio.
Publicado en la revista Casa del tiempo, núm. 10, México, agosto; y en Transgresión femenina, Patricia Rosas Lopátegui (comp.), México, Porrúa, 2010.

2008 - La dramaturgia mexicana en la memoria de nuestro teatro
Conferencia en el VII Congreso Internacional de Teatro Universitario en Puebla, junio.

2007 - Elena Garro y Felipe Ángeles su alter ego
Mesa redonda en la clausura del Homenaje a Elena Garro en la Sala Manuel M. Ponce de Bellas Artes por el quincuagésimo aniversario de su dramaturgia. Publicado en la Revista Proceso en julio y en la Revista de la Universidad (UNAM) en septiembre.

2007 - De qué manera te olvido. A siete años de la muerte de Jesús González Dávila. Homenaje a Jesús Gonzáles Dávila en el Teatro Wilberto Cantón de la Sogem.

2007 - La experiencia de escribir teatro
Ciclo de Las Escritoras dentro del Programa Interdisciplinario de Estudios de la Mujer en El Colegio de México, coordinado por Elena Urrutia, 26 julio.

2005 - Rodolfo Usigli: Sucesores y discípulos.
Mesa redonda Homenaje a Rodolfo Usigli en la Universidad Iberoamericana de México.
10 de noviembre.
2005 - La crítica y las artes escénicas
En la VI Feria del libro y la lectura en Zacatecas, 20 de octubre.

2004 - Escribir teatro
Conferencia dentro del ciclo Conversaciones con la inteligencia.  Colegio de Bachilleres, SEP, coordinado por Mario Ficachi.

2003 - Juan Ruiz de Alarcón, el exiliado
Conferencia en las Jornadas Alarconianas, Taxco de Alarcón.
Publicado en la Revista de los Universitarios, 2004.

2002 - Dramaturgas, productoras y divas teatrales en la primera mitad del siglo XX:
Primer Encuentro de Mujeres de teatro en el Distrito Federal.
Foro Rodolfo Usigli en la Escuela de Escritores de la Sogem. Mayo.

2001 - El espacio escénico como punto de reunión
Foro Nacional de Dramaturgia, organizado por la Academia de Teatro.
Sala Manuel M. Ponce en el Palacio de Bellas Artes. INBA, Ciudad de México, 21 de julio.

1998 - Ciclo de nuevos creadores de teatro.
Facultad de Filosofía y Letras de la UNAM. Coordinado por Reyna Barrera.

1996 - Para escribir teatro joven en México
Lectura de la ponencia en el XI Festival de Teatro Wilberto Cantón de Mérida, Yucatán,
26 de abril.

1995 - Crear para qué.
Conferencia en el II Encuentro del Foro Teatro Contemporáneo. 22 de abril.
Publicado en el libro La generación ascendente

1991 - Mujeres y hombres en el teatro.
Ponencia en el Primer encuentro nacional de autoras y directoras de teatro. Aguascalientes, 9 y 10 de noviembre. Posteriormente publicado en la revista Escénica.

1990 - Escritores de todos los géneros.
Conferencia leída en la Sala Manuel M. Ponce del Palacio de Bellas Artes, organizado por el Departamento de Literatura del INBA.
1990 - Primer Encuentro Nacional de Teatro Corporal.
Guadalajara, Jalisco. Del 17 al 19 de mayo.

1989 - De la máquina a la escena.
Mesa redonda en el Primer encuentro Nacional de Dramaturgos. Guadalajara, Jalisco.
Del 24 al 26 de agosto. Posteriormente publicado en la revista Repertorio.

1988 - El espíritu en zozobra.
Lectura del texto en el Tercer Festival de la Juventud Mexicana. Museo del Carmen, VIII Encuentro Nacional de Jóvenes Escritores. San Luis Potosí, del 15 al 21 de agosto.

1987 - ¡Cómo duermes!
Lectura del momento nocturno en Perfiles de mujer: ensayo y narrativa de mujeres. Organizado por la Delegación Cuauhtémoc en la Sala Chopin, el 19 de mayo.

1986 - Las mariposas del tren.
Lectura del cuento en el VI Encuentro nacional de jóvenes escritores.
Invitada por la UNAM. Querétaro. Del 4 al 7 de septiembre. 

1986 - I Bienal Internacional de Teatro para niños y jóvenes.
Del 10 al 17 de mayo. Guadalajara, Jalisco

1984 - La nueva dramaturgia en México. Yucatán. 

### Premios y distinciones
- Premio Nacional de la Juventud.[1]
- Premio Nacional Obra de Teatro Baja California (1989).[2]
- Premio Nacional Víctor Hugo Rascón (2004).[2]